# Nahida Sturmhöfel
Nahida Sturmhöfel (* 24. November 1822 in Flatow; † 24. Oktober 1889 in San Terenzo) war eine deutsche Dichterin. Sie schrieb auch unter dem Pseudonym St. Hadian. 

## Leben
Nahida Sturmhöfel wurde als Tochter des Hauptmanns und Kreissteuereinnehmers Karl Friedrich Wilhelm Sturmhöfel und seiner Ehefrau Konkordia Adelheid Karoline, geb. Knopf am 24. November 1822 geboren. 1848 gründete sie in Dresden eine Frauenzeitschrift. Im folgenden Jahr wurde ihre Tochter Nahida Ruth in Berlin geboren.
Nach der Trennung von ihrem Mann Max Schasler, die Beziehung war noch vor der Geburt ihrer Tochter gescheitert, da Schasler wegen revolutionärer Umtriebe aus Preußen ausgewiesen wurde, ging sie nach Italien und lebte dort als Erzieherin und freie Schriftstellerin. Die von ihr 1865 erschienenen Gedichte unter dem Titel Freie Lieder wurden sofort konfisziert. Die 2. Auflage der Freien Lieder erschien 1887. Später schrieb sie Götzen, Götter und Gott, ferner Neulatein als Weltsprache und zuletzt (1888) Vergessenen Lieder. Sie reiste viel innerhalb Italiens, und starb am 24. Oktober 1889 in San Terenzo bei La Spezia.
Sie war eine der ersten Vorkämpferinnen auf dem Gebiet der Frauenfrage und machte sich als lyrische Dichterin einen Namen.

## Werke
- Freie Lieder (1865) – konfisziert
- Götzen, Götter, Gott (1876)
- Neulatein als Weltsprache. Ein Vorschlag (1884)
- Offenbarungen für alle (1867) oder (1887?)
- Freie Lieder (2. Aufl. 1887)
- Vergessene Lieder (1888)